# Joe Poston
Joseph „Joe“ Poston (auch Doc Poston, * 31. Dezember 1895; † 31. Mai 1942 in Illinois) war ein US-amerikanischer Jazzmusiker (Altsaxophon, Klarinette).

## Leben und Wirken
Poston spielte ab Mitte der 1920er-Jahre bei Doc Cook,  von 1928 bis 1930 in Jimmie Noones Apex Club Orchestra. Er hatte in dessen Sextett keinen Solistenpart; seine Aufgabe war vielmehr, konstant die Melodie hinter Noone zu spielen, sowohl im Ensemblespiel als auch bei Noones Klarinettensoli. Ferner arbeitete er auf Flussdampfern bei Fate Marable. Aufnahmen entstanden in dieser Zeit auch mit Freddie Keppard (Cookie's Gingersnaps). Im Bereich des Jazz war er zwischen 1924 und 1930 an 32 Aufnahmesessions beteiligt.